# 马图格
马图格（法語：Matougues，法語發音：[matuɡ]）是法国马恩省的一个市镇，位于该省中部，属于香槟沙隆区。

## 地理
马图格（48°59'38"N, 4°14'32"E）面积13.77 平方千米，位于法国大東部大區马恩省，该省份为法国东北部内陆省份，北起阿登省，西北接埃纳省，西南接塞纳-马恩省，南至奥布省，东南接上马恩省，东临默兹省。
与马图格接壤的市镇（或旧市镇、城区）包括：马恩河畔欧奈、尚皮尼厄勒香槟、瑞维尼、勒西、圣吉布里安、圣皮埃尔、维莱堡。

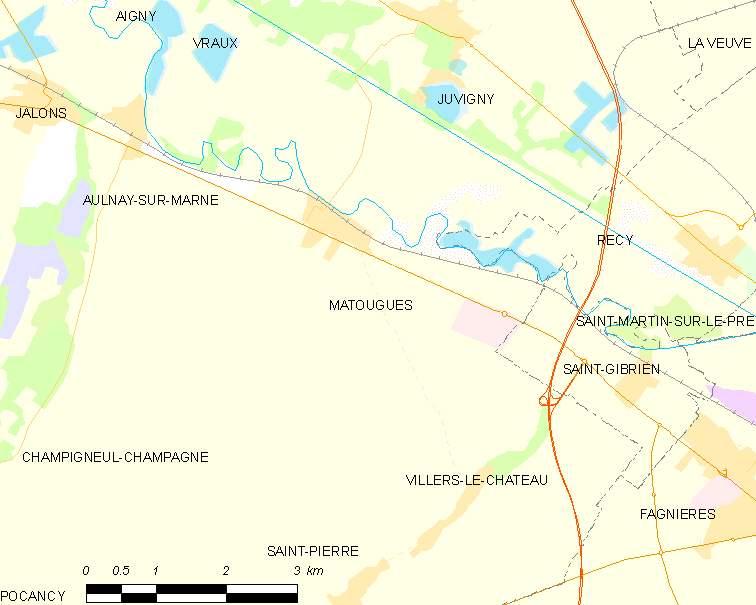
马图格的OSM定位图

马图格的时区为UTC+01:00、UTC+02:00（夏令时）。

## 行政
马图格的邮政编码为51510，INSEE市镇编码为51357。

## 政治
马图格所属的省级选区为香槟沙隆第二县。

## 人口

1962-2008年间马图格人口变化图示

马图格于2022年1月1日时的人口数量为628人。